# Jesse Pinkman
Pour les articles homonymes, voir Pinkman.
Vous pouvez aider à l'améliorer ou bien discuter des problèmes sur sa page de discussion.
- Il ne cite pas suffisamment ses sources. Vous pouvez indiquer les passages à sourcer avec {{référence nécessaire}} ou {{Référence souhaitée}}, et inclure les références utiles en les liant aux notes de bas de page. (Marqué depuis mars 2024)
- Certaines informations devraient être mieux reliées aux sources mentionnées dans la bibliographie ou les liens externes. Améliorez sa vérifiabilité en les associant par des références. (Marqué depuis mars 2024)

- Archive Wikiwix
- Bing
- Cairn
- DuckDuckGo
- E. Universalis
- Gallica
- Google
- G. Books
- G. News
- G. Scholar
- Persée
- Qwant
- (zh) Baidu
- (ru) Yandex
- (wd) trouver des œuvres sur Wikidata

Jesse Bruce Pinkman est un personnage principal de la série télévisée américaine Breaking Bad, joué par Aaron Paul. Il est préparateur (« cuisinier ») et revendeur de crystal meth et devient associé de son ancien professeur de chimie au lycée, Walter White. Jesse est le seul personnage, à part Walter, à apparaître dans chaque épisode de la série. Paul a repris le rôle dans le film de 2019 El Camino : Un film Breaking Bad, une suite de la série, et à nouveau en 2022 pour la sixième et dernière saison de la série préquelle Better Call Saul, étant l'un des rares personnages à apparaître à la fois dans les émissions et dans le film.
Malgré les plans pour tuer le personnage à la fin de la première saison, la performance de Paul a convaincu le showrunner et scénariste en chef Vince Gilligan de garder Jesse dans la série. Le personnage et la performance de Paul ont été acclamés par la critique et les fans. Les critiques ont particulièrement loué le développement du personnage de Jesse d'un trafiquant de drogue antipathique à la boussole morale de la série alors qu'il devient de plus en plus coupable et plein de remords pour ses actions et celles de Walter White alors qu'il était impliqué dans le trafic de drogue. Pour son interprétation, Paul a remporté le Primetime Emmy Award for Outstanding Supporting Actor in a Drama Series en 2010, 2012 et 2014, faisant de lui le premier acteur à remporter trois fois la catégorie depuis sa séparation en drame et comédie.

## Biographie du personnage
Jesse Pinkman est né le 24 septembre 1984 à Albuquerque dans le Nouveau-Mexique.
Forcé de quitter la maison de ses parents en raison de ses problèmes d'addiction aux drogues et de son mode de vie, Jesse a emménagé dans la maison de sa tante Ginny qui l'a pris en charge. Lorsque la série débute, sa tante est décédée, mais Jesse habite toujours cette maison contre la volonté de ses parents.
Jesse était un mauvais élève à l'école secondaire, en grande partie du fait de son inattention en cours et de son apathie. Walter White, que Jesse appelle presque toujours « Mr White », était son professeur de chimie. Il a recalé Jesse aux examens.
Ils se retrouvent des années plus tard lorsque Walt accompagne son beau-frère Hank, agent de la DEA, lors d'une opération contre des narco-trafiquants. Il forcera Jesse à s'associer pour produire ensemble de la méthamphétamine, et ainsi débute l'intrigue de Breaking Bad.
Walter dira plus tard à contrecœur que la méthamphétamine de Jesse est aussi bonne que la sienne et supérieure à celle que produisait Gale Boetticher (David Costabile), diplômé d'études supérieures en chimie.
Dans l'épisode Heisenberg, Walter se confère à lui-même et Jesse le titre « des deux meilleurs cuisiniers de méthamphétamine en Amérique ».
Tout au long de la série, Jesse restera un homme d'une grande humanité. Contrairement à Walter White, le jeune Pinkman ne sera jamais fait pour ce monde violent qui est le trafic de drogue. Il est certes naïf et manipulable mais il est loin d'être égocentrique et manipulateur comme son compagnon.
Dans le film El Camino, après la chute de Walter White, Jesse peut s'échapper du camp du gang de Jack et fuir en cavale. Il verra une dernière fois ses deux amis, Skinny Pete et Badger, ces derniers l’aideront à changer de voiture, en laissant la Chevrolet El Camino à Skinny, Jesse prendra la Pontiac Fiero de Badger. Après être retourné dans l’appartement de Todd pour trouver où était caché l’argent, il tente de voir Ed Galbraith, l’homme qui permet le changement d’identité et d’État contre une certaine somme, mais il lui manque 1 800 dollars. Il se rend chez Kandy pour un accord qui se conclut par un duel à l’arme de poing. Après la mort de Kandy, Jesse prend le reste de l’argent et le rapporte à Ed pour entamer le processus de changement d’identité. Il traverse les États-Unis dans une camionnette de livraison et se retrouve en Alaska, destination qu’il a choisie. Jesse commence une nouvelle vie à partir de rien, à quelques kilomètres de Haines en Alaska, destination dont Mike lui avait fait part si lui devait choisir un nouveau point de départ. Il commence sa nouvelle vie sous le nom de M. Driscoll.

## Histoire

### Saison 1
Quand Walter accompagne son beau frère, un agent de la DEA, Hank Schrader, lors d'une opération de saisie de drogue, il aperçoit Jesse Pinkman fuir la zone investie. Il comprend par la suite que Jesse est le « Capitaine Cook », un producteur de méthamphétamine sur qui Hank enquête. Walter utilise les dossiers des élèves de l'université pour retrouver Jesse, un de ses anciens élèves en chimie. Walt le fait chanter en lui disant qu'il va le dénoncer à la police s'il ne collabore pas avec lui. Walt prévoit, grâce à ses connaissances en chimie de préparateur la plus puissante « crystal methamphétamine » et il compte utiliser Jesse pour la distribution. Leur nouveau business commence par un investissement de Walt de 7 000 $ pour acheter un camping-car qui sera utilisé comme un laboratoire mobile de synthèse de méthamphétamine. Il est révélé dans la saison 3 que Jesse a perdu beaucoup de cet argent en faisant la fête dans un club de strip-tease, mais un de ses amis, Christian « Combo » Ortega (Rodney Rush), lui vend le camping-car qu'il a volé à sa famille pour 1 400 $.
Jesse est impressionné par le produit de Walt et de ses démarches avec Domingo « Krazy-8 » Molina, un distributeur de methamphétamine d'Albuquerque. Walt a l’intention de faire des affaires avec lui. À l'insu de Jesse, Krazy-8 est un informateur de la DEA, qui se méfie de la proposition de Walt. Lorsque Krazy-8 rencontre le duo, son partenaire Emilio Koyama, reconnaît Walt qu'il a vu lors de l'opération de la DEA où Walt avait reconnu Jesse. Emilio et Domingo tentent de tuer Walt mais Walt propose de leur donner la recette de son produit en échange de lui laisser la vie sauve mais en fait, il produit de la phosphine qui est un gaz létal qui tue Emilio et handicape Krazy-8. Jesse et Walt prennent la fuite avec Krazy-8 évanoui et le corps d'Emilio. Arrivés chez Jesse, Walt séquestre Krazy-8 dans la cave de Jesse en attendant de savoir comment s'en débarrasser, et il demande à Jesse d'aller dans un magasin acheter un récipient en plastique dans lequel il envisage de dissoudre le corps d'Emilio avec de l'acide fluorhydrique. Jesse, trop ignorant et entêté (l'acide fluorhydrique n'attaque pas le plastique), décide de dissoudre le corps dans une baignoire en fonte émaillée à l'étage de sa maison. L'acide dissout la baignoire ce qui crée un trou dans le plancher de la salle de bain, dispersant les restes d'Emilio dans le couloir de la maison en contre-bas. Après cela, Jesse nettoie le couloir et Walt tue Krazy (parce qu'il ne veut pas collaborer avec eux et menaçait même de se défendre) ce qui oblige le duo à vendre lui-même sa méthamphétamine.
Walt et Jesse déplacent les outils de leur laboratoire de leur camping-car à la cave de Jesse. Leur produit prend une place importante dans le milieu de la drogue d'Albuquerque ce qui le fait devenir l'objet d'une enquête de la DEA dont Hank fait partie. Insatisfait de l'argent recueilli par Jesse, Walt le convainc de trouver un distributeur haut de gamme pour leur meth. Skinny Pete (Charles Baker), un des amis de Jesse, le met en contact avec Tuco Salamanca, un puissant baron de la drogue mexicain exploitant à Albuquerque. Cependant, lors de leur première réunion, Tuco, aux tendances psychopathes, bat brutalement Jesse et l'envoie à l'hôpital. Walter ne se résout pas à ne pas faire de collaboration avec Tuco et le rencontre. Walt pour marquer le coup et venger Jesse, provoque une déflagration chimique chez Tuco et provoque le respect mutuel ce qui donne naissance à un partenariat. Leur activité est lucrative, quoique instable. Walt et Jesse étendent leurs opérations en volant un fut de méthylamine ce qui va leur permettre de produire une meth. encore plus puissante, en plus grande quantité.
Le producteur Vince Gilligan avait initialement prévu de tuer Jesse dans cette première saison, avant que les scénaristes ne l'en dissuadent. Gilligan a dans l'idée maintenant, que de ne pas avoir tué Jesse, n'était pas un « bad pitch » (« mauvais choix ») comme il le pensait mais plutôt la résultante de la popularité du personnage et surtout, de l'apport positif de son personnage au succès de la série.

### Saison 2
La deuxième saison commence par une scène dans une casse automobile. Walt et Jesse livre un nouveau lot de meth à Tuco, qui agresse sans raison un de ses hommes de main, « No Doze », laissant le duo stupéfait regarder l'altercation, impuissants. À la suite de cela (la dissimulation du mort dans la décharge automobile provoquant la présence de deux cadavres), la DEA mène un raid chez Tuco. Tuco devient de plus en plus paranoïaque et pense que Walt et Jesse l'ont trahi. Tuco les kidnappe et les emmène dans une maison isolée, dans le désert, où réside son oncle infirme, Hector Salamanca. Là, Walt et Jesse sont retenus contre leur gré pendant plusieurs jours sans, malgré leur plan, arriver à l'empoisonner. Tuco a l’intention de les emmener captifs dans son « Superlab » au Mexique. Cependant, Walt et Jesse arrivent à s'évader et blesse Tuco. Walt et Jesse  assistent cachés à l'arrivée de Hank sur les lieux. Il a été guidé jusqu'ici grâce à un traceur fixé sur la voiture de Jesse. Hank cherchait Jesse et trouve Tuco. Tuco reconnaît Hank et pensant qu'il vient pour lui, ouvre le feu sur Hank. S'ensuit une fusillade à l'extérieur de la maison. Hank tue Tuco. Pendant ce temps, Walt et Jesse ont fui la scène et errent dans le désert. Par chance, en faisant de l'auto-stop, ils arrivent à retourner en ville. Malheureusement, sur les lieux de la fusillade, la voiture de Jesse et son argent sont tous deux saisis par la DEA.
Réalisant que les autorités le traquent, Jesse demande de l'aide à son ami Brandon « Badger » Mayhew pour qu'ils déplacent le laboratoire dans la maison de Jesse vers le camping-car. Le camping-car est ensuite remorqué par Clovis, le cousin de Badger, vers son garage. Clovis demande 1 000 $ pour ce service dont Jesse ne peut payer d'avance que la moitié. Le lendemain, Jesse se réveille chez lui et trouve sa mère lui demandant de quitter les lieux. Elle veut l'expulser de son domicile car ses parents ont découvert le laboratoire de meth  dans le sous-sol. Jesse n'a pas le choix et doit partir, car à la mort de sa tante, ce sont en fait ses parents qui ont hérité de la maison, pas lui. Jesse ne sait plus où loger, aucun de ses amis ne peut l'héberger et il n'a plus d'argent. Il ne lui reste plus que quelques affaires et sa moto, volée par la suite. N'ayant nulle part où aller, il décide de s'introduire dans le garage de Clovis et de passer la nuit dans son camping-car, non sans péripéties, en tombant dans des toilettes chimiques.
Jesse et Walt décident finalement de se remettre à cuisiner et Walt lui donne son l'argent. Jesse achète une voiture discrète, une Toyota Tercel et trouve un nouvel appartement. La propriétaire, Jane Margolis, est une tatoueuse à temps partiel et, Jesse découvrira plus tard qu'elle est une ancienne toxicomane. Être voisins les rapprochent, Jesse et Jane vont tomber amoureux l'un de l'autre. Jesse prend cette relation très au sérieux, tandis que Jane, cependant, tente de cacher cette relation à son père, Donald, propriétaire des lieux.
Jesse tombe dans une dépression quand Combo est assassiné par des trafiquants de drogue rivaux. Il retombe dans la consommation de drogue et achète de la métamphétamine. C'est en le voyant consommer que Jane craque et se met aussi à reconsommer de la méthamphétamine puis de l'héroïne, qu'elle fit prendre pour la première fois à Jesse. Il entre alors dans un état léthargique, il est sans arrêt sous l'effet d'une drogue. Walt trouve un nouveau distributeur qui lui propose une transaction de 1 200 000 $. C'est le distributeur de meth le plus puissant du secteur. Ce distributeur, Gus Fring ne veut pas travailler avec Jesse car, pour lui, on ne peut pas avoir confiance en un toxico. Néanmoins, Walt parvient à le convaincre et réussit l'échange. Walt décide de faire chanter Jesse pour son bien en retenant la part d'argent de Jesse tant qu'il n'aura pas fait une cure de désintoxication, ce qui provoque une rupture entre les deux. Quand Jane apprend cette histoire de chantage, elle fait à son tour chanter Walt. Elle a dans l'espoir d'utiliser cet argent pour qu'elle et Jesse changent de vie en allant en Nouvelle-Zélande. Dans un premier temps, Walt cède et rend l'argent. Cependant pris de remords et craignant pour la vie de Jesse, Walt fait irruption dans leur appartement alors que Jesse et Jane sont endormis sous l'emprise d'héroïne, et en tentant de réveiller Jesse que Walt, fait se retourner Jane qui, couchée à côté, s'étouffe pendant une overdose durant son sommeil. Walt la regarde mourir sans intervenir alors qu'il aurait pu lui sauver la vie, laissant Jesse, par la suite, se reprocher à tort de la mort de son amie. Peu après, Walt sauve Jesse d'un squatt fréquenté par des toxicomanes et l'emmène dans un centre spécialisé pour qu'il suive une cure de désintoxication. Il espère ainsi que la mort de Jane serve à la rédemption de Jesse.

### Saison 3
Jesse est sorti de cure de désintoxication, mais il n'a pas oublié Jane, morte étouffée dans son vomi à cause de l’héroïne. (La faute à Walt) Il rachète l'ancienne maison de sa tante, sans que ses parents comprennent qu'il en sera le propriétaire, avec l'aide de Saul, qui lui demande de pousser Walt à reprendre la production de drogue. Jesse choisit de le faire seul, sans l'accord de Walter.
Pendant ce temps, les deux cousins mexicains de Tuco veulent le venger et tuer « Heisenberg », le pseudonyme de Walter dans le milieu de la drogue. Walt est sauvé de justesse par Gus, qui veut protéger son investissement au risque de provoquer une guerre entre barons de la drogue américains et mexicains. Avec l'apparition de la production de Jesse et la liaison de Skyler, Gus voit un plan pour ramener Walt dans la production. Il parvient à le convaincre en lui offrant un laboratoire nec plus ultra et secret. Walter accepte alors l'offre, signe les papiers du divorce et laisse Jesse en plan. Hank est lui aussi encore sous le choc de la tête piégée de Tortuga, et cherche un moyen de mettre en prison tous les trafiquants de drogue. Il abandonne ainsi sa chance de rejoindre le Texas pour se consacrer à l'affaire Heisenberg, qu'il pourrait résoudre en retrouvant la trace du camping-car. Walter intervient à temps pour éviter que Hank ne capture Jesse, et le camping-car est détruit pour éviter toute preuve de leurs implications dans la production et leur trafic de meth.
Walt impose Jesse à Gustavo Fring au lieu de son assistant Gale Boetticher qui a fait installer le labo clandestin. Ils reprennent donc la production, mais le jeune homme est toujours décidé à monter sa propre affaire, malgré les conseils de Saul. Il commence ainsi à détourner une partie du surplus de la drogue préparée pour la revendre avec ses deux compères aux membres du cercle des Toxicomanes anonymes que fréquente Jesse. Walt se doute de la chose, mais choisit de se taire en prévenant Jesse qu'il ne pourra peut-être pas le couvrir si le trafic tourne mal. Malheureusement, le plan de Jesse ne fonctionne pas. Mais le cercle lui permet d'en savoir plus sur la mort de Combo, en rencontrant la sœur du garçon de 11 ans qui a abattu son ami.
Walter apprend que Jesse compte venger Combo, tué par deux dealers dont l'employeur n'est autre que Gus. Après avoir tenté d'arranger l'affaire discrètement avec Saul et le détective privé, Walter choisit finalement de tout révéler à Gus, qui parvient à trouver un arrangement n'impliquant plus l'emploi d'enfants. Mais peu après, le garçon est retrouvé mort, tué par balle. Jesse s'apprête à les abattre quand Walter débarque et se charge lui-même des dealers. Il envoie Jesse se cacher. Gus est furieux, mais Walt parvient à le convaincre de le laisser continuer à « cuisiner » surtout qu'il lui laisse croire que Jesse est parti très loin d'Albuquerque. Néanmoins, Walt est surveillé et retravaille avec Gale. Il comprend rapidement que Gus compte retrouver Jesse et le tuer, tout comme Walt, une fois que Gale pourra « cuisiner » seul. Walt décide donc de tuer Gale avant qu'il ne soit trop tard. Il charge Jesse, caché par Saul à Albuquerque, de trouver son adresse. Walt se décide à l'abattre quand Mike le fait venir de force à la laverie pour y être exécuté. Il parvient à prévenir Jesse qu'il doit tuer Gale lui-même, sinon leur compte est bon à tous les deux. La saison se conclut sur un Jesse en larmes, tenant en joue Gale, et un coup de feu retentit.

### Saison 4
Jesse a tué Gale. Gus les laisse reprendre la « cuisine ». Walter essaye alors de retrouver une certaine stabilité dans son activité, tandis que Jesse va plus mal que jamais, étant proche d'un état dépressif. De plus, Walt reste persuadé que Gus va les tuer dès qu'il aura trouvé une solution pour cuisiner sans eux. Il transforme sa maison en repère pour junkies, des inconnus y font la fête jour et nuit. Lorsqu'il finit par se faire voler son argent, Mike prévient Gus et décide de le prendre en charge afin de le rendre moins incontrôlable.
Grâce au deuxième travail qu'il effectue avec Mike, il retrouve alors un peu d'équilibre, et est habilité à l'épauler lors de ses allées et venues pour récupérer les paiements des livraisons de drogue. Il va également faire équipe avec Mike pour récupérer de la drogue volée leur appartenant. Sa connaissance des junkies s'avèrera être un plus. Cependant, Walt compte éliminer Gus avant qu'il ne le fasse lui. Comme Jesse l'approche désormais, il lui confie une cigarette empoisonnée à la ricine afin qu'il le tue. Mais Jesse repousse l'échéance, ne se sentant pas capable de tuer à nouveau.
De son côté, Gus négocie avec le cartel la libération de ses obligations après avoir éliminé ses concurrents. Cela ne se passe pas comme prévu : le cartel veut la formule de la meth qu'il cuisine. Après plusieurs menaces, il se sent forcé d'accepter. Il invite alors Jesse chez lui pour lui proposer une offre de travail au Mexique afin de leur apprendre comment cuisiner. Jesse n'utilise pas la ricine, se sentant redevable envers Gus et Mike de l'avoir tiré de sa dépression. Or, Walt a posé un traqueur sur la voiture de Jesse et découvre qu'il a été chez Gus. Il le confronte alors pour savoir pourquoi il n'a pas utilisé la ricine. Les deux hommes ne se font plus confiance et finissent par se battre. Plus tard Brock est empoisonné, Jesse s'en veut, car il pense que Brock a accidentellement ingurgité la ricine destinée à empoisonner Gus contenue dans sa cigarette. Walt arrive à convaincre Jesse que Gus est le responsable de l'empoisonnement de Brock, alors que c'est lui qui l'a empoisonné. Jesse ne souhaitant plus aller travailler au labo et préférant rester à l'hôpital tant que Brock n'est pas sorti d'affaire, Fring est donc contraint de se rendre à l'hôpital pour parler à Jesse. Walter, qui se doutait de sa venue, en profite pour placer une bombe avec détonateur à distance qu'il a confectionnée lui-même sur la voiture de Gus garée dans le parking de l'hôpital. Gus revient à sa voiture, mais sent la supercherie et part de l'hôpital par un autre moyen. Walt découvre alors grâce à Jesse que Gus rend régulièrement visite à Hector Salamanca, l'oncle de Tuco et ancien membre du cartel. Walt décide alors de rendre visite à Hector dans la maison de retraite où il réside pour lui proposer de se venger de Gus Fring une fois pour toutes. Walt arrive à placer sa bombe sous le fauteuil roulant de Salamanca et réussit à tuer Gus.

### Saison 5

#### Partie 1
Jesse est bouleversé par ce qui est arrivé à Brock et devient obsédé par la découverte de ce qui est arrivé à la ricine. Jesse demande à Walt de l'aider à fouiller la maison de Jesse à la recherche de la cigarette contenant le poison. Walt plante une réplique de la cigarette au ricin dans l'aspirateur de Jesse, que Jesse trouve. Jesse accepte alors de continuer à cuisiner de la méthamphétamine avec Walt. Peu de temps après, les manipulations par Walt des sentiments de Jesse pour Andrea et Brock le poussent à rompre avec elle afin qu'Andrea et Brock soient à l'abri des effets de son implication dans la vente de drogue.
Lui et Walt s'associent à Mike pour établir leur propre opération de méthamphétamine. Après que leur fournisseur, Lydia Rodarte-Quayle soit incapable de continuer à voler le précurseur de méthylamine par le baril, elle les met sur un moyen de voler 1 000 gallons à un train traversant le Nouveau-Mexique. Lors du braquage, leur complice, Todd Alquist , tire et tue un jeune garçon, Drew Sharp, témoin du crime. Jesse est horrifié et décide de quitter le commerce de la méthamphétamine. Mike et Jesse veulent se retirer de l'entreprise et s'arranger pour le baron de la drogue rival Declan pour acheter la méthylamine pour 15 millions de dollars. Walt refuse de vendre sa part et Declan n'achètera que s'il obtient tout. Au lieu de cela, Walt conclut un accord qui permet à Jesse et Mike d'être payés, tandis que Walt continue de cuisiner pour Declan. Dans l'espoir d'attirer Jesse en tant qu'assistant, Walt refuse de le payer et Jesse part, disant qu'il préférerait abandonner l'argent plutôt que de continuer dans le commerce de la drogue. Lorsque Walt décide d'arrêter de cuisiner, il se rend chez Jesse et lui verse sa part du rachat.

#### Partie 2
Accablé de culpabilité pour la mort de Drew et devinant correctement que Mike est mort, Jesse essaie de donner son argent à Saul avec des instructions pour en donner la moitié aux parents de Drew et l'autre moitié à la petite-fille de Mike. Lorsque Saul refuse parce que cela attirera trop l'attention, Jesse conduit dans la ville en jetant au hasard des liasses d'argent sur les trottoirs et les pelouses. Il est rapidement arrêté et interrogé par l'APD, qui permet ensuite à Hank - qui sait maintenant que Walt est "Heisenberg", le pivot de la méthamphétamine qu'il tente d'attraper - de l'interroger. Jesse n'avoue rien et Saul paie bientôt sa caution. Saul, Walt et Jesse se rencontrent dans le désert, où Walt suggère à Jesse de quitter la ville et de recommencer avec une nouvelle identité. Jesse est d'accord, mais juste au moment où il est sur le point d'être récupéré par le "disparu" de Saul, il se rend compte que le garde du corps de Saul, Huell Babineaux , a pris sa cigarette à la ricine, ce qui signifie que Walt est celui qui a orchestré l'empoisonnement de Brock. Jesse retourne au bureau de Saul et le bat jusqu'à ce qu'il admette que Walt lui a dit de voler la ricine. Jesse se rend ensuite chez Walt et asperge la maison d'essence. Avant que Jesse ne puisse allumer le feu, Hank arrive et le convainc que la meilleure façon d'obtenir Walt est qu'ils travaillent ensemble.
Hank autorise Jesse à rester chez lui afin qu'il puisse enregistrer les aveux de Jesse. Hank prévoit de faire porter un fil à Jesse afin d'enregistrer Walt faisant des déclarations incriminantes. Jesse se rend à la réunion, tandis que Hank et son partenaire Steve Gomez regardent dans des camions de surveillance. Jesse remarque un homme suspect près de Walt, supposant à tort que Walt a engagé un assassin pour le tuer. Il se dirige vers une cabine téléphonique, appelle Walt et dit qu'il a l'intention de mettre fin au trafic de drogue de Walt. Jesse dit alors à Hank qu'il a un meilleur moyen de se rendre à Walt : grâce à son argent de la drogue.
Hank interroge Huell et en déduit que Walt a enterré son argent dans le désert. Jesse appelle Walt affirmant qu'il a trouvé l'argent et menace de le brûler si Walt ne se présente pas. Walt tombe dans le piège de la ruse et se rend dans le désert pour vérifier l'argent, avec Hank et Jesse à sa poursuite. Walt se rend compte que Jesse l'a trompé et appelle l'oncle de Todd, Jack Welker , le chef d'un gang de motards ayant des liens avec la Fraternité aryenne., avec une demande de venir sur le site et de tuer Jesse. Walt l'annule quand il voit que Hank et Gomez accompagnent Jesse, et Walt se rend à Hank. Walt est arrêté et Jesse lui crache au visage. L'équipage de Jack arrive alors bien qu'on lui ait dit de ne pas le faire, et une fusillade s'ensuit dans laquelle Hank et Gomez sont tués. Jesse se cache sous la voiture de Walt, mais Walt révèle l'emplacement de Jesse. Juste avant que le gang de Jack n'emmène Jesse, Walt dit avec méchanceté à Jesse qu'il a vu Jane mourir. Au quartier général de Todd, le gang torture Jesse jusqu'à ce qu'il révèle tout ce qu'il sait, puis l'enferme dans une cellule. Todd escorte Jesse enchaîné jusqu'à un laboratoire de méthamphétamine, où Jesse remarque une photo d'Andrea et Brock avant que Todd ne lui dise qu'il doit cuisiner de la méthamphétamine pour le gang.
Jesse s'échappe mais est rapidement repris. En guise de punition, Todd emmène Jesse chez Andrea et la tue juste devant lui. Jack menace de tuer Brock s'il tente à nouveau de s'échapper.
Quelques mois plus tard, Walt revient de sa cachette dans le New Hampshire. Après avoir découvert que Jesse est vivant, Walt se rend dans l'enceinte de Jack, affirmant avoir une nouvelle formule de méthamphétamine à vendre. Jack a l'intention de tuer Walt, mais Walt accuse Jack de s'associer à Jesse pour vendre de la méthamphétamine. Jack fait venir Jesse afin qu'il puisse prouver que Jesse est obligé de travailler pour lui et n'est pas un partenaire. Walt plaque Jesse au sol juste au moment où des coups de feu d'une mitrailleuse que Walt avait cachée dans sa voiture éclatent sur le bâtiment, tuant tout le gang de Jack à l'exception de Jack et Todd. Jesse étrangle Todd à mort en utilisant la chaîne de ses chaînes, puis prend la clé de la poche de Todd et se libère. Après avoir abattu Jack, Walt tend l'arme à Jesse et demande à Jesse de le tuer. Remarquant que Walt a été mortellement blessé par les coups de feu, Jesse dit à Walt que s'il veut mourir, il devrait se suicider. Avant le départ de Jesse, Walt répond à un appel de Lydia sur le téléphone de Todd et lui dit qu'elle sera bientôt morte parce qu'il l'a empoisonnée avec de la ricine. Walt lui faisant un dernier signe de tête, Jesse part dans la El Camino de Todd, riant et pleurant de soulagement.